# 小李飞刀 (2007年电视剧)
《小李飞刀》（英語：Legend of Dagger Lee），待播的中国大陆古装武侠电视剧，香港邵氏兄弟出品。该剧由曾执导过影片《黄飞鸿》的香港著名导演梁耀明担当导演兼编剧，导演梁耀明，主演黄子腾、陈祉希、黄敏烨、张瑞拉。2007年10月殺青，但至今仍沒有上映。

## 剧情
该剧根据古龙武侠小说《小李飞刀》改编而成。

## 演出
- 黄子腾 出演 李寻欢
- 陈祉希 出演 林诗音
- 黄敏烨 出演 林仙儿
- 张瑞拉 出演 孙小红
- 敖嘉年 出演 阿飞
- 颖儿 出演 宋晓风
- 柴铭洋 出演 龙啸云
- 徐少强 出演 上官金虹
- 王艺凝 出演 刘春香

## 制作
该电视剧剧组仓促上阵，效果不佳。
该剧主要拍摄于安徽省黄山、龙池湾景区。